# 黑菲比霸鶲
為雀形目霸鶲科菲比霸鹟属下的一種鳥類。其上身是暗黑色，腹部為白色，分佈於北美洲至阿根廷之間。